# 拒絕工作
拒绝工作是指一个人拒绝正常就业的行为。
除许多亚文化群体和个人将拒绝工作作为一种实际行为实践外，一些政治激进派已经公开主张拒绝工作：马克思主义内部的保尔·拉法格和意大利工人主义者、自治主义者（如安东尼奥·奈格里、马里奥·特龙蒂）、法国极端左翼（如交换和流动组织）以及部分无政府主义者（特别是鲍勃·布莱克和后左派无政府主义者）都主张拒绝工作。

## 强迫劳动的废除
国际人权法不承认除罷工权外拒绝工作或不工作的权利。此外，國際勞工組織于1957年通过的《废除强迫劳动公约》禁止了一切形式的強迫勞動。

## 对工资奴役的担忧
工资奴役（或译为薪资奴役、工资奴隶制）是指一个人的生计依赖于工资的情况，尤指直接且完全依赖的情况。工资奴役是一个带有负面含义的术语，用于将奴隶制度和僱傭勞動之间进行类比，同时强调奴隶制度下拥有一个奴隶和资本制下僱傭一个工人之间的相似性。工资奴役一词被用来批评经济剥削和社會階層制度，在前者中主要被视为劳动力和资本之间不平等的议价能力（特别是当工人的工资相对较低时，例如在血汗工廠中）的体现，而在后者中则被视为缺乏工人自治的体现。对社会分层的批评则涵盖了更广泛的受阶层社会环境压力约束下的就业选择（即不仅面临饥饿或貧窮的威胁、还面临着社會污名和社會地位下降的威胁，因此不得不为了工资而工作）等主题。
对雇佣制度和奴隶制度相似性的比较至少可以追溯到西塞罗时期。在南北战争之前，支持对非裔美国人实行奴隶制的南方派就曾援引过这种比较以取得话语权。随着第一次工业革命的到来，蒲鲁东和马克思等思想家阐述了雇佣劳动和奴隶制度之间的相似点，同时批判不用于积极行为的个人财产。
18世纪的英国引入了雇佣劳动制度，但随后遭到抵制并导致了工团主义思想的传播。历史上，一些劳工组织和个别社会活动家支持用工人自治或工人合作社取代雇佣劳动制度。

## 政治观点

### 马克思主义

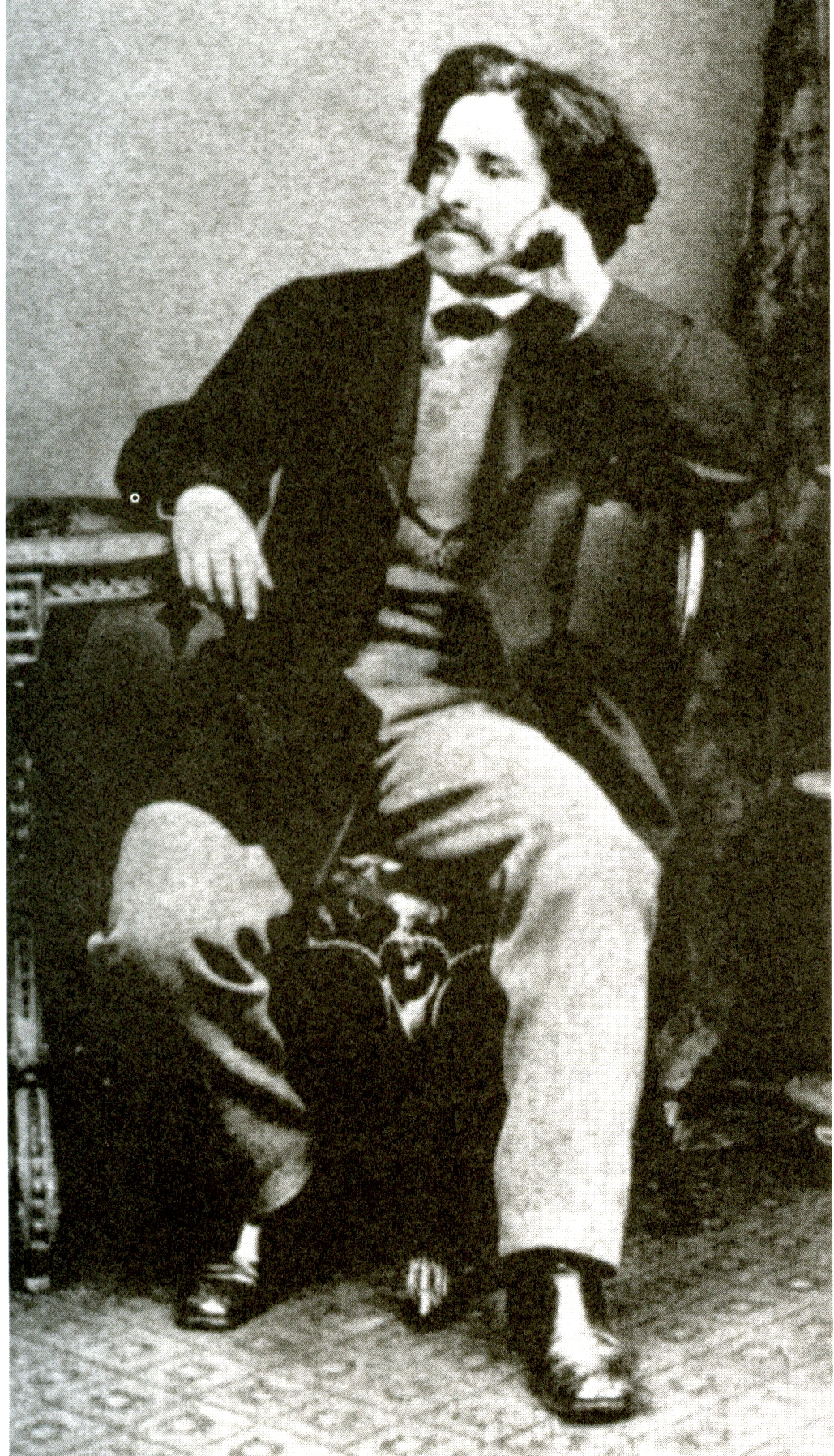
保尔·拉法格，反工作书籍《懒惰权》的作者

#### 保尔·拉法格与《懒惰权》
《懒惰权》是古巴裔法国革命马克思主义者保尔·拉法格在1880年流亡伦敦时写的一篇文章。该文对当时的自由主义、保守主义、基督教甚至社会主义对工作的想法进行了激烈的论争。拉法格（从马克思主义的角度）批评他们的论点不仅因循守旧，而且并不正确。他具体解释称，如若社会过度敬重“劳动权”，那么会造成人类的退化，并使人们成为奴隶；而“懶惰”，与人类的创造力一同，反而是人类进步的重要源泉。
他在《懒惰权》一文中进一步指出，“假如我们想在文明的欧洲找到一点人的自然美的痕迹，那么我们就需要到这样一些民族那里去找：那里人们对劳动的憎恨还没有被经济偏见所根除。……即使英雄时代的希腊人，也用同样的轻蔑态度来对待劳动：只有奴隶才被准许从事劳动，自由民则只知道体操和精神方面的娱乐。……古代哲学家劝人轻视劳动，因为在他们看来，劳动会使自由民堕落；诗人颂扬懒惰是神的礼物”。同时，他还称“受劳动的信条愚弄的无产者，请你们听听这些哲学家是怎么说的吧（有人千方百计地不让你们知道这些话）。一个公民出卖自己的劳动，就是使自己沦为奴隶，成为罪犯，他将被判处几年监禁”。

#### 情境主义国际
知名的后超现实主义者、情境主义国际的成员拉乌尔·范内格姆在《快乐之书》中称：“你通过把被工作和约束窃取的能量返还给快乐来扭转权力的视角……。就像工作杀死了快乐一样，快乐也杀死了工作。如果你不甘心死于厌恶，那么你就会很高兴地摆脱工作、摆脱他人的发号施令及对这些号令的服从、摆脱输和赢、摆脱保持个人形象、摆脱评判和被评判的可憎需求”。

#### 自治主义
自治主义哲学家比弗将拒绝工作定义为：“与其说是工人不喜欢被剥削的明显事实，不如说是更多的事情。它意味着资本主义结构调整、技术变革和社会机构的普遍转型是由退出剥削、拒绝生产剩余价值的义务、拒绝增加资本的价值、拒绝减少生命价值的日常行动产生的”。换言之，“拒绝工作意味着[……]我不想去工作，因为我更喜欢睡觉。但这种懒惰是智慧、技术和进步的来源。自主性是社会主体在其独立性和与纪律规范的互动中的自我调节”。

比弗称：
“70年代自治主义无产者运动的一个重要想法是‘不稳定是好事’。工作不稳定在当时被认为是一种尝试脱离稳定工作的自主意志的体现。在1970年代，许多人往往工作几个月就离职去旅行，然后等到旅行回来再工作几个月，如此反复。这在几乎充分就业的、平等主义文化的当时是可行的。这种情景允许人们为了自己的利益而不是资本家的利益而工作，但很明显，这种社会风气不可能永远保持下去，1980年代的新自由主义的攻势就旨在扭转这一风气。”
从这种自决的可能性来看，甚至工人自治的概念也被认为是有问题的，因为“这种自我管理远不意味着无产阶级权力的出现……这种自我管理是工人在真正吸纳时期对资本主义生产方式的自我束缚……。他们误以为是个别资本家（在真正吸纳中，他一方面掩盖在股份所有权的集体机构中，另一方面掩盖在雇佣管理中）而不是企业的问题，……工人自己成为集体资本家，承担起剥削他们自己劳动的责任。因此，工人不仅没有与‘工作’决裂，……还保持了打卡的做法，继续围绕工厂的需要组织自己和社群，用出售手表所产生的利润给自己发工资，保持个人完成的工作与工资之间的确定关系，并在整个过程中继续穿着工作服”。

#### 安德烈·高兹
安德烈·高兹是奥地利裔法国社会哲学家、新聞工作者。高兹与他人曾于1964年合办了《新觀察家》周刊，他还支持让-保罗·萨特的存在主义马克思主义。在五月风暴学生骚乱之后，他更加关注生態政治學。他著作的核心主题是僱傭勞動，如从工作中解放、工作的公正分配、社會異化和無條件基本收入。他批判工作和工作伦理的作品包括《劳动分工批判》（塞伊出版社，1973年，合著）、《告别工人阶级》（1980年，伽利略出版社和塞伊出版社；1983年版名为《向无产阶级告别》）、《经济理性批判》（维索图书出版，1989年首版，1988年完稿）和《重新获得工作：超越基于工资的社会》（1999年）。

### 无政府主义

#### 《廢除工作》
《廢除工作》是鲍勃·布莱克所著的最广为人知的文章，他在这篇文章中借鉴了夏尔·傅立叶、威廉·莫里斯、赫伯特·马尔库塞、保罗·古德曼和馬歇爾·薩林斯的思想。在该文中，布莱克主张废除以生产者和消费者为基础的社会，布莱克认为在这种社会中所有人的生活都在致力于商品的生产和消费。布莱克在书中质疑了马克思主义的國有社會主義和市场资本主义，并认为人类获得自由的唯一途径是废除工作，用大量新型的、能够达到与工作一样效果的自由活动取代工作。他将这种自由活动称为“嬉戏性活动”。布莱克还在这篇文章中称“没人应该工作”，因为工作——被布莱克定义为“通过经济或政治手段，借助胡萝卜或大棒而强迫进行的生产行为”——是世界上几乎所有痛苦的来源。布莱克谴责工作的强迫性，以及它所采取的形式——工人与老板之间的从属关系，将具有一定内在乐趣的任务变成单调完成任务的“工作岗位”，各种名为“规训”所强加的侮辱，以及大量与工作有关的死亡和伤病——布莱克因这些将工作称为“杀人行为”。他认为工作是“对自由的嘲讽”，并谴责那些支持自由而又支持工作的各种理论家是“伪君子”。布莱克称，工作中的服从关系使人们变得愚蠢，并造成对自由的恐惧。由于工作，人们习惯于僵化和有规律的生活，因此没有时间去交朋友或进行有意义的活动。他称因为大多数工人厌倦了工作（从工作中的小偏差可以看出），所以他说的应该是没有争议的；然而，这些理论之所以有争议，只是因为人们太接近工作系统而看不到其缺陷。

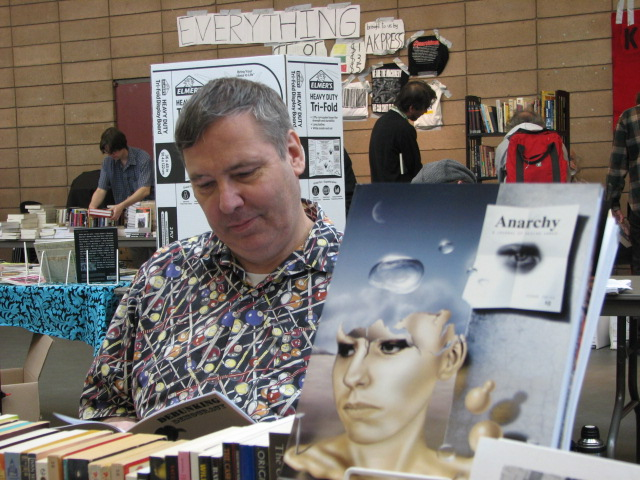
鲍勃·布莱克，支持后左翼无政府主义的当代美国无政府主义者

而与之相反，游戏往往不受规则支配，而且是在完全自由的情况下自愿进行的，是一种禮物經濟。布莱克指出，狩猎采集社会中狩猎和采集是典型的游戏行为，他使用了馬歇爾·薩林斯的著作来支持这一观点：他叙述了阶层社会的兴起以及在这些社会中工作被累积地强加于人的情形，因此今天的强迫性工作即使对古人和中世纪的农民来说也是不可理解的压迫。布莱克也对并非简单体力劳动的“工作”对于完成必要但不愉快的任务仍是必需的这一观点作出了回应，他宣称，首先大多数的工作可以转化为游戏般和手工般愉快的娱乐消遣活动；其次大部分工作根本不值得挽回，因为这些工作只是为社会控制或商业控制这样的非生产性目标服务的；至于剩下不得不做的工作，他主张用傅立叶的方法来安排活动，利用好人们在不同时间愿意做不同的事这一点使人们愿意去做这些活动。他还对通过技术来节省劳动力并消除工作的可能性持一定的怀疑但开放的态度。布莱克觉得左派在批判中走得不够远，因为他们太执着于把自己的权力建立在工人之上，而这就会需要维持工作和工人的存在。

## 反工作

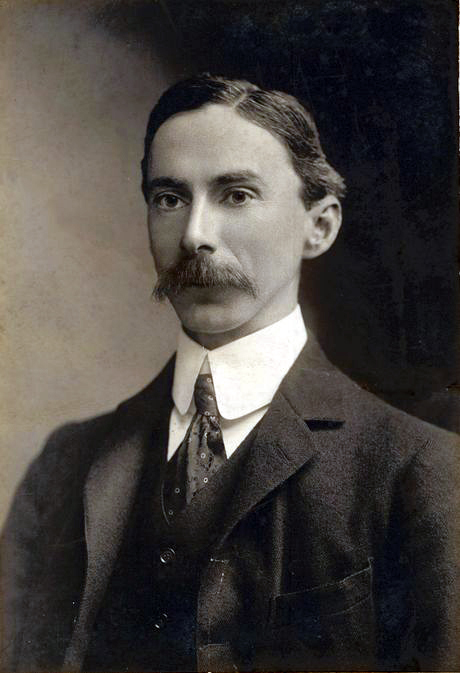
伯特兰·罗素，《赋闲礼赞》一书的作者

反工作伦理学指出，劳动往往会导致不快乐，因此，应该减少劳动量，或至少不应该通过经济或政治手段强制工作。这种伦理学先是出现在无政府主义圈子里，并随着伯特兰·罗素的《赋闲礼赞》、伊万·伊里奇的《有用的失业权》和鲍勃·布莱克于1985年出版的《废除工作》等文章逐步传播开来。
知名哲学家弗里德里希·尼采曾对工作进行批判并展现出反工作的伦理，1881年他在《朝霞》中写道：
劳作的赞颂者。——在对“劳作”的颂扬中，在对“劳作的恩惠”的不倦谈论中，我看到了在对非个人公益行为赞颂时也会有的一个内心想法：尤其害怕一切个体事物的内心想法。归根结底，人们现在看到劳作——指从早到晚的那种辛勤劳动——就感觉这样的劳作是最好的警察，把每个人都控制好了，懂得阻止理性、贪欲以及对独立之渴望的发展。因为它超乎寻常地消耗许多精神力量，让精神力量在思考、冥思苦想、梦魇、忧虑、爱恨中大量付出，它总是会看到一个小小的目标，让你轻易地、定期地得到满足。所以一个需要不断艰苦劳作的社会，将有更多的安全性：现在人们把安全性作为最高的神来膜拜。……
 — 弗里德里希·尼采， 《朝霞》
美国建筑师、设计师和未来学家巴克敏斯特·富勒称：
“我们必须摒弃每个人都必须谋生这种非常似是而非的观念。实际上，如今，一万个人中只要有一个人能取得技术突破，就足以支持这所有一万人的生活。我们因为认同马尔萨斯的达尔文理论，得出一个人必须证明自己的生存权；因为认同每个人都因此必须从事某种苦活累活这种错误的想法而不断地发明工作。如今，我们有监督监工的监工和为监工制造工具监督监工的人。人们真正的事业应该是回到学校，思考在有人来告诉他们必须谋生之前他们所思考的问题。”
 — 理查德·巴克敏斯特·富勒， 

### 媒体
《闲人》是一本由汤姆·霍奇金森和加文·普雷托尔-平尼于1993年创办的双月刊英国杂志，其致力于推广“闲人生活”的精神及其所带来的一切并探索另一种工作和生活方式。
截至2021年，互联网上最大的反工作社区是Reddit上的r/antiwork板块，有大约一百万的用户。

## 具体实践

### “懒虫”
“懒虫”一词通常被用于指代逃避工作的人或高学历低成就者。
虽然“懒虫”一词的使用根据资料来源可以追溯到大约1790年或1898年，但它直到进行英国杰济腊工程时才开始稍微被广泛使用，这个词当时被用来指代苏丹劳工通过昏昏欲睡地工作来抗议他们在工程中权力的缺失，这种抗议形式被称为“懒虫抗议”。该词于电影《回到未来》和《都市浪人》中被使用后知名度再次得到了提升。

### 尼特族
尼特族是政府对“既不工作也不在学校学习或参与进修培训”人群的称呼。该词最早在英国使用，随后传播至日本、中华人民共和国和大韩民国。
在英国，该词主要被用于指代年龄在16至24岁之间的对应人群（一些16岁的人仍处于义务教育年龄）。在日本，该词用于指代年龄在15至34岁之间的失業者、未婚者、未入学或未从事家政服务者、不找工作或未接受工作所需技术培训的人。尼特族“并不是指一群一模一样的人，而是指那些在尝试各种就职机会时短时间尼特的人，以及那些存在重大且通常是多种精神疾患、有可能导致长期保持不工作状态的人所组成”。
在巴西，“内姆内姆”（葡萄牙語：nem-nem，既不工作也不学习，葡萄牙語：的缩写）被用作尼特族的同义词。在西班牙语国家，“尼尼”（西班牙語：ni-ni，既不工作也不学习，西班牙語：的缩写）一词同样被用于尼特族的同义词。

### “飛特族”与单身寄生族
飛特族（furītā）指的是年龄在15至34岁之间，没有全职工作或失业的人，但这一词的指代不包括家庭主妇和学生。这些人同样会被描述为不充分就业者或自由職業者。这些人在高中或大学毕业后没有开始职业生涯，而是通常作为所谓的单身寄生族与他们的父母生活在一起，做一些低技术和低工资的工作赚一些钱。
“飞特族”一词大约在1985年–1988年被首次使用，被认为是英语单词自由（free，或可能是自由职业一词，freelance）和德语单词工人（Arbeiter）所组成的词。
单身寄生族（parasaito shinguru）是一个源自日语的词，指的是为了享受无忧无虑的舒适生活而与父母一起生活到20多岁或30多岁的單身人士。在英语中，有时可能会使用“海绵”（英語：sponge）或“地下室居住者”（英語：basement dweller）两词进行同义替换。在意大利，类似的现象被称为巨婴（義大利語：Bamboccioni）；在德国则被称为赖巢族（德語：Nesthocker，意为赖巢鸟），这些德国的赖巢族常处于妈妈酒店状态中。
不过单身寄生族在希腊被认为是正常行为，因为当地的家庭关系过度亲密，且当地的薪资较低。

### 福利女王
福利女王（或译福利大妈）是一个贬义词，指的是主要依靠福利和其他公共援助资金生活的人，尤指女性和单身母亲。该术语往往暗示该人以欺诈的方式领取或过度依赖福利、慈善及其他施舍，并且显然由于懒惰故意选择“靠救济金”生活而非去找一份有工资的工作。

### 流浪汉
流浪汉是指处于貧窮中，没有家，没有固定的工作和稳定的收入，每天只能从一个地方流浪至另一个地方的人。已開發國家的许多鄉鎮会为流浪汉提供庇护所。
在美国，部分针对流浪汉的法律被判违反了宪法中规定的正當法律程序而无效。然而，联邦调查局2005年关于美国犯罪情况的报告中仍列出了24359起流浪罪。

#### 犬儒学派

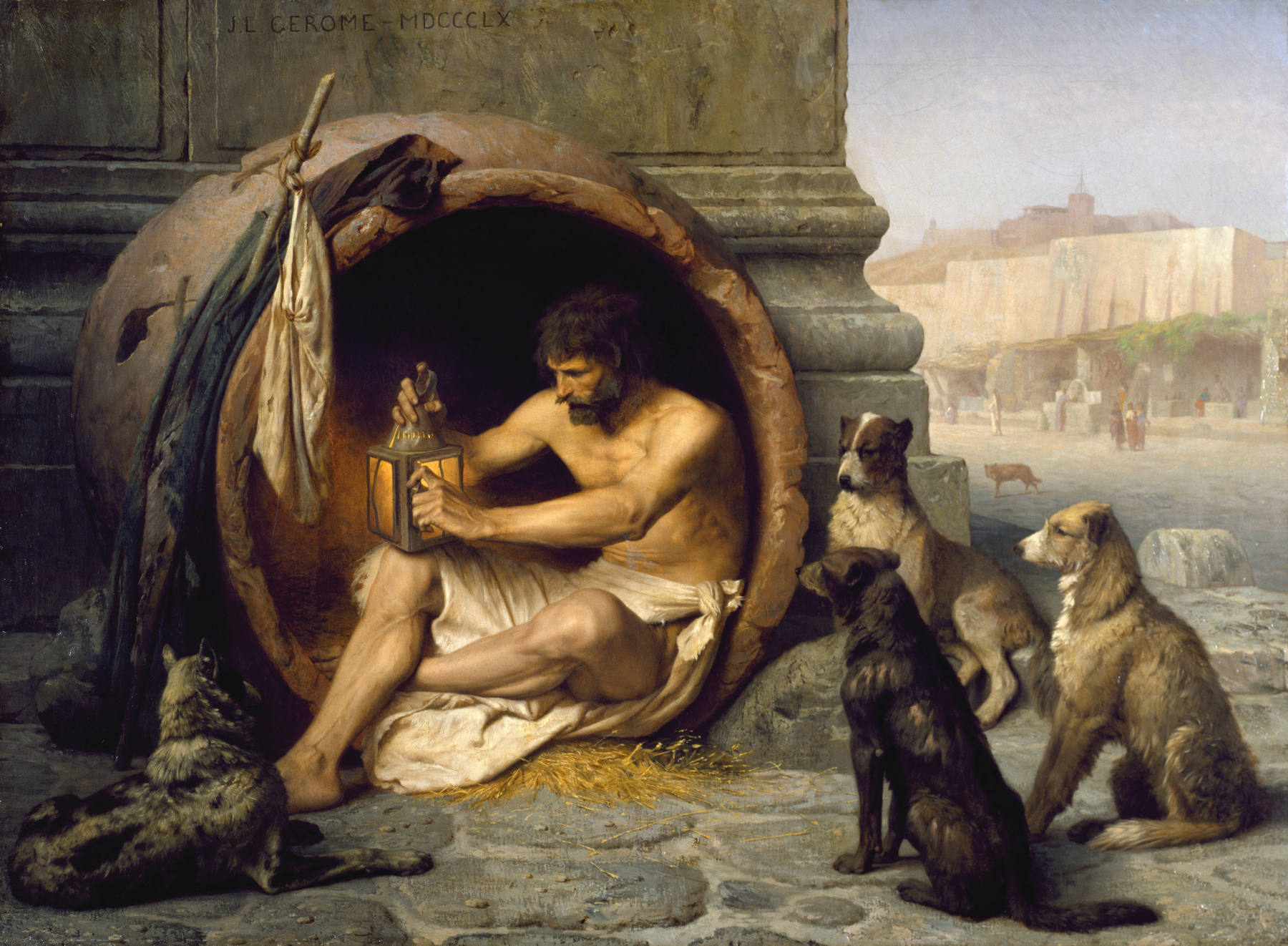
由讓-里奧·傑洛姆绘制的《坐在大瓮里的第欧根尼》

犬儒學派（希臘語：κυνισμός）最初是指一个古希腊哲学学派，其信奉者被称为犬儒（希臘語：Κυνικοί）。他们的哲学认为，生命的目的在于过与自然一体的美德生活，即拒绝一切对财富、權力、健康和名声的传统欲望，过不要任何财产的簡單生活。犬儒学派认为，世界平等地属于每一个人，痛苦是由对什么有价值的错误判断以及社会上无价值的传统和風俗造成的。
第一位概述这些主题的哲学家是安提西尼，他是公元前5世纪末苏格拉底的学生。第二位是锡诺普的第欧根尼，他住在雅典街头的木桶里。第欧根尼将犬儒主义发挥到了极致，并被视为犬儒主义哲学家的典型代表。紧随其后的是底比斯的克拉特斯，他不仅生活方式上完全模仿第欧根尼，还把自己的财产兑成钱币，全部发放给穷人。犬儒学派随着1世纪羅馬帝國的兴起而得到进一步传播，在帝国的各个城市都可以看到犬儒学派的信奉者在乞讨和布道。犬儒学派最终于5世纪末消亡，但其许多禁慾主義元素和修辞学思想被早期的基督教所吸收。犬儒一词本身来源于古希臘語的“κυνικός”（犬一般的）和“κύων”（犬）。
似乎可以肯定的是，犬这个词也被作为对他们无廉耻地拒绝传统礼仪、决定流落街头的一种侮辱。尤其是对第欧根尼，他被称为“狗哲人”。

#### “hobo”、“tramp”与“bum”

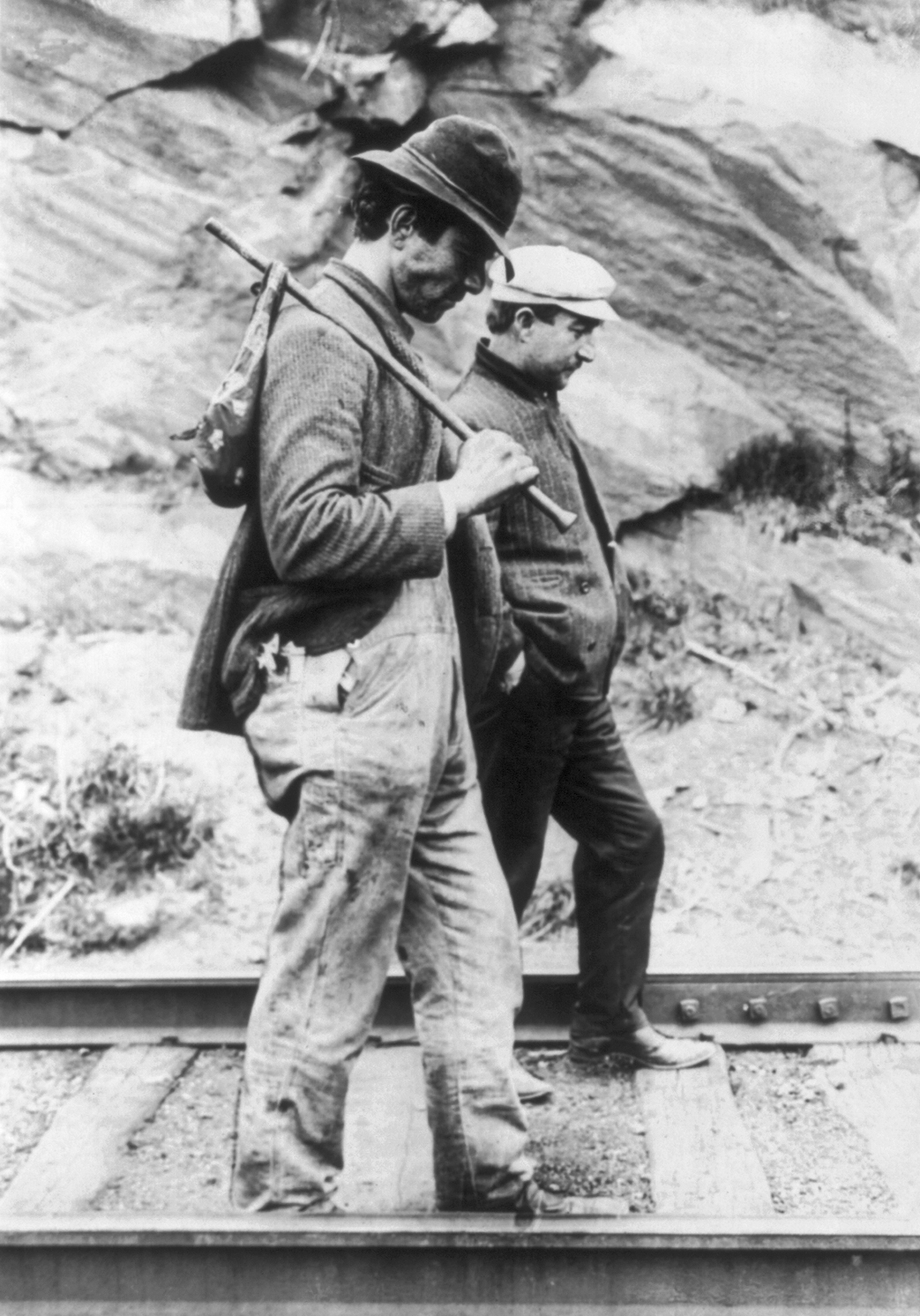
两名“hobo”在被赶下火车后沿着铁轨行走，其中一人拿着一件包袱

“hobo”一词起源于19世纪美國西部或美國西北部，指处于贫困中的流动工人或贫困且无家可归的流浪汉。与“tramp”一词所指代的只在不得不工作时才工作的流浪汉及“bum”一词所指代的完全不工作的人都不同，“hobo”一词更倾向于指代流浪的工人。
在英國英語和传统的美国英语中，“tramp”指长期无家可归、常年通过步行或遠足从一个地方流浪到另一个地方的人。“tramp”一词源于中古英语，最初是一个动词，意为“用沉重的脚步行走”以及“徒步旅行”。

#### “贫民窟朋克”
贫民窟朋克通常指代扒火车或搭順風車不断迁徙的朋克露宿者，贫民窟朋克的受众与无政府朋克亚文化的受众有着很大的重合度。在某些地区，贫民窟朋克因乞讨并展示对他们的生活方式作出说明的纸板而声名狼藉。贫民窟朋克一般被描述为自愿失业的人。

#### “不愿工作者”
在納粹德國，“不愿工作者”会被抓捕并作为黑色三角形囚犯囚禁在納粹集中營。

## 文选
- George M. Alliger: Anti-Work: Psychological Investigations Into Its Truths, Problems, and Solutions, ISBN 978-0-367-75859-2, 2021.[65]